# Kaapse mees
De Kaapse mees (Melaniparus afer; synoniem: Parus afer) is een zangvogel uit de familie Paridae (mezen).

## Verspreiding en leefgebied
Deze soort komt voor in het zuiden van Afrika en telt twee ondersoorten:
- M. a. arens: zuidelijk Zuid-Afrika en Lesotho.
- M. a. afer: Namibië en westelijk Zuid-Afrika.

## Status
De grootte van de populatie is niet gekwantificeerd maar de soort wordt omschreven als schaars. Op de Rode lijst van de IUCN heeft deze soort de status niet bedreigd.